# Васэда (станция, Tokyo Metro)
Станция Васэда (яп. 早稲田駅 васэда эки) — железнодорожная станция на линии Тодзай расположенная в специальном районе Синдзюку, Токио. Станция обозначена номером T-04. Была открыта 23 декабря 1964 года. На станции установлены автоматические платформенные ворота.

## Планировка станции
Две платформы бокового типа и два пути.
| 1 | ○ Линия Тодзай | Отэмати, Ураясу, Ниси-Фунабаси, Тоё-Кацутадай |
| 2 | ○ Линия Тодзай | Накано, Линия Тюо Митака                      |

## Близлежащие станции
| «            |  | Линия        |  | »           |
| ------------ |  | ------------ |  | ----------- |
| Такаданобаба |  | Линия Тодзай |  | Кагурадзака |